# 黎巴嫩內政和市政部
黎巴嫩內政和市政部（阿拉伯语：‎ ) 是黎巴嫩一個管轄政党、组织、省、卡扎、基层政权、和村等相關事務的政府部門 。
该部成立于1943年，當時是黎巴嫩独立后的第一个政府執政期間。 2000年該部更名为黎巴嫩内政部。